# دانيال أدو
دانيال أدو (بالإنجليزية: Daniel Ashley Addo)‏ هو لاعب كرة قدم غاني في مركز الدفاع، ولد في 3 سبتمبر 1989 في كيب كوست في غانا. شارك مع منتخب غانا تحت 20 سنة لكرة القدم ومنتخب غانا لكرة القدم. أما مع النوادي، فقد لعب مع زوريا لوهانسك ونادي كايرات.

## وصلات خارجية
- دانيال أدو على موقع الاتحاد الدولي (مؤرشف)  (الإنجليزية)
- دانيال أدو على موقع اتحاد أوكرانيا (الإنجليزية)
- دانيال أدو على موقع قاعدة بيانات كرة القدم.إي يو (الإنجليزية)
- دانيال أدو على موقع Soccerway.com (الإنجليزية)
- دانيال أدو على موقع عالم كرة القدم.نت (الإنجليزية)
- دانيال أدو على موقع GSA (الإنجليزية)